# Waysted
Waysted — британський рок-гурт, заснований басом-гітаристом UFO Піт Вей та шотландським рок-музиком Фіном Муйром (Ian Muir) в 1982 році.

## Історія
Засновник і душа цієї досить відомої і шанованої британської хард-рокової групи бас-гітарист Піт Вей (Pete Way) був незмінним учасником UFO з моменту її заснування і до 1982 року. Саме тоді почалися розбіжності між Пітом і його колегами щодо подальшого творчого курсу групи. У підсумку, після запису альбому «Mechanix», Піт Вей вирішив покинути UFO і сформувати власний проект. Спочатку події розвивалися цілком успішно, так як йому зустрівся гітарист Еді «Фаст» Кларк (Eddie «Fast» Clarke), який тільки що пішов з Motorhead. Удвох вони стали засновниками Fastway. У групи були великі перспективи, але реалізовувалися вони вже без Піта, який на вимогу Chrysalis Records був звільнений з групи, залишивши спогад про себе в її назві (FASTWAY = Fast + Way). Можливо, це була дрібна помста з боку керівництва звукозаписної компанії за вихід музиканта з UFO, які також були їх підопічними.
У перший склад Waysted увійшли: гітарист Ронні Кейфілд (Ronnie Kayfield, ex-The Heartbreakers), вокаліст Фін (повне ім'я Ian «Fin» Muir, ex-Flying Squad), барабанщик Френк Нун (Frank Noon, ex-Def Leppard, Wild Horses, Stampede) і колега Піта по UFO — клавішник і гітарист Пол Реймонд (Paul Reymond).

## Дискографія
- Vices (1983)
- Waysted — EP (1984)
- The Good the Bad the Waysted (1985)
- Save Your Prayers (1986)
- Wilderness of Mirrors (2000)
- You Won't Get Out Alive (2000)
- Back from the Dead (2004)
- The Harsh Reality (2007)

| Валторна | Це незавершена стаття про музичний колектив. Ви можете допомогти проєкту, виправивши або дописавши її. |